# Diamantthron-Pagode des Zhenjue Si

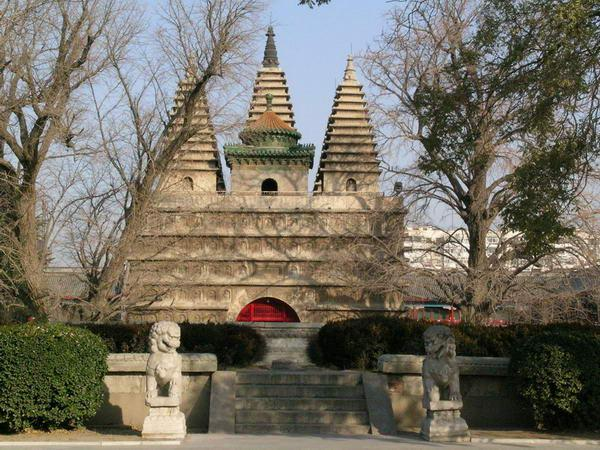
Diamantthron-Pagode des Zhenjue Si in Peking

Die Diamantthron-Pagode des Zhenjue Si (chinesisch 真觉寺金刚宝座塔, Pinyin Zhēnjué Sì Jīngāng Bǎozuò Tǎ) bzw. Pagode des Fünf-Pagoden-Tempels (五塔寺塔,  Wǔtǎ Sì Tǎ) ist eine Pagode des Diamantenthron- bzw. Vajrasana-Pagoden-Typs im Pekinger Stadtbezirk Haidian östlich der Weißen Steinbrücke am Nordufer des Flusses Chang He. Mit dem Bau des Tempels wurde in der Yongle-Ära begonnen; die Pagode stammt aus dem Jahr 1473 der Chenghua-Ära. Der Tempel ist heute nicht mehr erhalten.
Die mittlere Pagode hat dreizehn Geschosse; sie ist über acht Meter hoch; die vier Pagoden außen haben elf Geschosse; sie sind über sieben Meter hoch.
Die Diamantenthron-Pagode des Zhenjue Si steht seit 1961 auf der Liste der Denkmäler der Volksrepublik China (1-75).